# Sára Kovářová
Sára Kovářová (n. 9 februarie 1999, Písek⁠(d), Juhočeský⁠(d), Cehia) este o handbalistă din Cehia care evoluează pe postul de intermediar dreapta pentru clubul românesc HC Dunărea Brăila și echipa națională a Cehiei.
Sára Kovářová a debutat la naționala de senioare a Cehiei pe 28 septembrie 2018 într-un meci amical cu Slovacia. Împreună cu selecționata Cehiei a participat la Campionatele Mondiale din Spania 2021 și Danemarca, Norvegia și Suedia 2023 și la Campionatele Europene din Franța 2018 și Danemarca 2020.

## Palmares
- Liga Campionilor:
  - Play-off: 2023
  - Grupe: 2020

- Liga Europeană:
  - Grupe: 2021, 2022, 2024

- Cupa EHF:
  - Grupe: 2018, 2020
  - Turul 3: 2019
  - Turul 2: 2017

- Campionatul Cehiei:
  -  Câștigătoare: 2017, 2018, 2019

- Cupa Cehiei:
  -  Câștigătoare: 2017, 2018, 2020

- Liga Internațională de Handbal Feminin:
  -  Câștigătoare: 2018

- Campionatul Turciei:
  -  Câștigătoare: 2021, 2022

- Cupa Turciei:
  -  Câștigătoare: 2021, 2022

- Supercupa Turciei:
  -  Câștigătoare: 2021

- Campionatul Sloveniei:
  -  Câștigătoare: 2023

- Cupa Sloveniei:
  -  Câștigătoare: 2023

- Supercupa Sloveniei:
  -  Câștigătoare: 2022

- Campionatul Poloniei:
  -  Medalie de bronz: 2024

- Cupa Poloniei:
  -  Finalistă: 2024